# 光検出磁気共鳴
物理学において、光検出磁気共鳴(英語:Optically Detected Magnetic Resonance, ODMR)は、二重共鳴技術であり、これにより結晶欠陥の電子スピン状態をスピン初期化および読み出しのために光ポンピングされる。
ODMRは、電子常磁性共鳴(EPR)と同様に不対電子におけるゼーマン効果を利用する。負に帯電した窒素空孔中心(NV-)は、ODMRを用いた実験を行うことにおける多大な関心対象となっている。
ダイヤモンド中のNV-のODMRは、磁気測定とセンシング、生体医学イメージング、量子情報、基礎物理学の探究における応用がある。

## NV ODMR
ダイヤモンド中の窒素空孔欠陥は、1つの置換窒素原子（1つの炭素原子を置換する）と、通常炭素原子が位置する格子中の隣接ギャップもしくは空孔からなる。

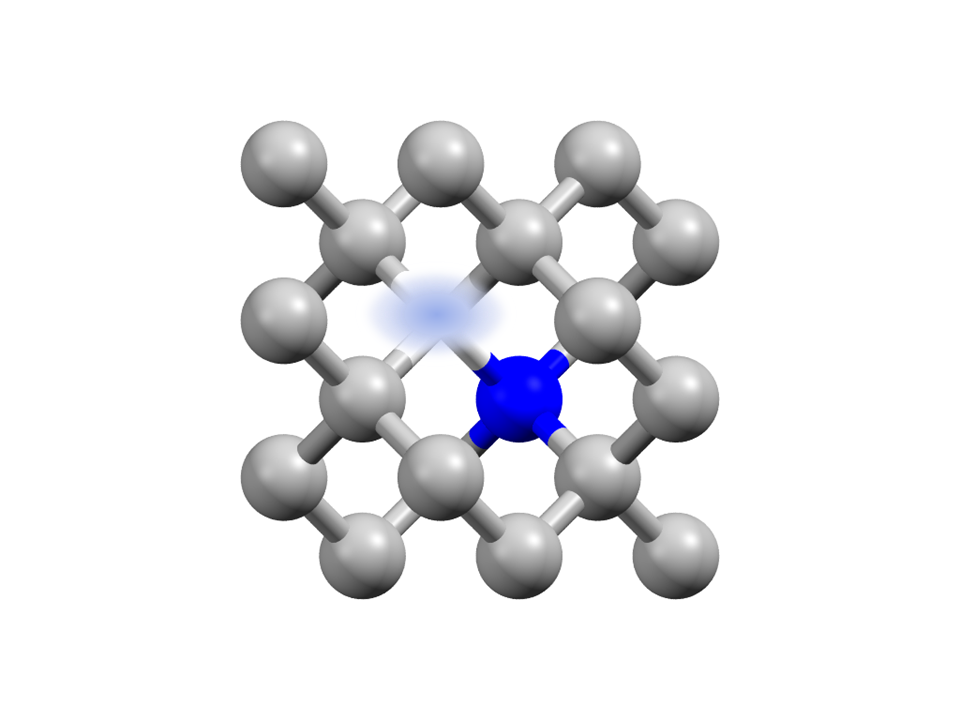
[100]軸に沿って見たダイヤモンド格子中の窒素空孔中心。炭素原子（灰色）がバルクダイヤモンド結晶を構成している。置換窒素原子（青い球）が空孔（網掛け部）の隣に位置しNVを形成している。

窒素空孔は3つの可能な荷電状態、正(NV+)、中性(NV0)、負(NV-)で起こる。 NV-はこれらの荷電状態のうちアクティブであることが示されている唯一のものであるため、単にこれをNVと呼ぶことが多い。
NV-のエネルギー準位構造は、3重項基底状態、3重項励起状態、2つの1重項状態からなる。共鳴光励起下では、NVは3重項基底状態から3重項励起状態へ上がる。その後、中心は2つの経路で基底状態へ戻る。ゼロフォノン線(ZPL)（またはフォノン側波帯からのより長い波長）における637nmの光子の放出、もしくはその代わりに項間交差および1024nm光子の放出による前述の1重項状態を介するものである。後者の経路で基底状態へ戻ると、優先的に{\displaystyle m_{s}=0}状態になる。
{\displaystyle m_{s}=0}状態に緩和すると、必然的に可視波長の蛍光が減少する（放出される光子は赤外領域にあるため）。{\displaystyle \nu =2.87{\text{ }}GHz}の共鳴周波数でのマイクロ波ポンピングは、中心を縮退{\displaystyle m_{s}=\pm 1}状態にする。磁場の印加によりこの縮退が高まり、{\displaystyle h\nu =g_{e}\mu _{B}B_{0}}で与えられる2つの共鳴周波数でゼーマン分裂と蛍光の減少を引き起こす。ここで{\displaystyle h}はプランク定数、{\displaystyle g_{e}}は電子g因子、{\displaystyle \mu _{B}}はボーア磁子。これらの周波数を含めてマイクロ波場を掃引すると、観察される蛍光に2つの特徴的な落ち込みが生じ、その2つの分離により磁場の強さ {\displaystyle B_{0}}を決定することが可能になる。

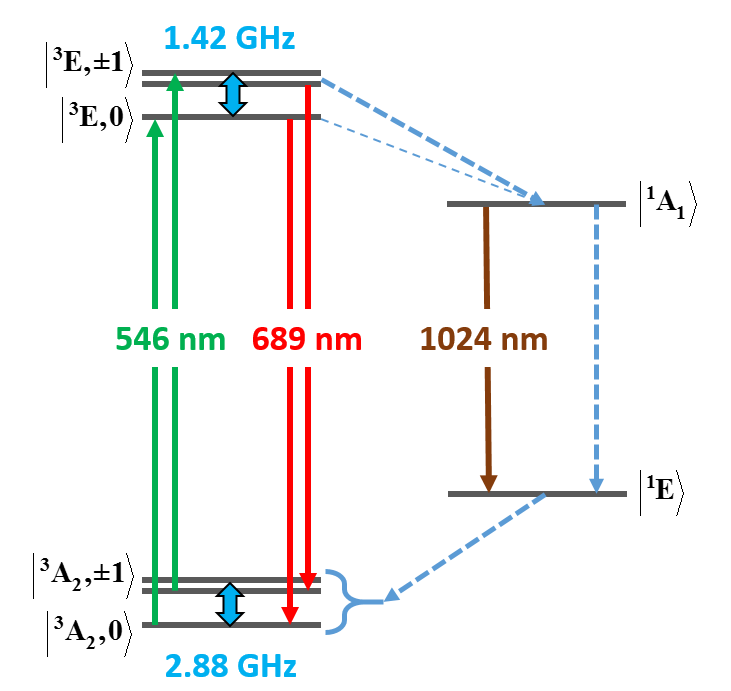
緑色光で励起すると、NVは3重項励起状態になる。次に緩和により赤もしくは（検出されない）赤外線光子を放出し、中心は状態になる。マイクロ波ポンピングは中心をに上げ、そこでゼーマン分裂が起こりうる。

### 超微細分裂
蛍光スペクトルにおけるさらなる分裂は、さらなる共鳴条件および対応するスペクトル線をもたらす超微細相互作用の結果として起こりうる。NV ODMRにおいては、この微細構造は通常、欠陥に近い窒素原子と炭素13原子に由来する。これらの原子はNVからのスペクトル線と相互作用する小さな磁場を持ち、さらなる分裂を引き起こす。